# Triphleba renidens
Triphleba renidens är en tvåvingeart som beskrevs av Schmitz 1927. Triphleba renidens ingår i släktet Triphleba och familjen puckelflugor. Arten är reproducerande i Sverige. Inga underarter finns listade i Catalogue of Life.